# Pivovar Světce
Pivovar Světce stával v areálu paulánského kláštera v osadě Světce, dnes součást Tachova.

## Historie
Pivovar pravděpodobně vznikl kolem roku 1669, kdy zde byl postaven konvent paulánů. Zrušen byl, stejně jako klášter, už roku 1787 císařem Josefem II. Svůj největší rozmach zažíval právě před koncem existence; v roce 1752 činil výstav 393 hl.